# Sur la piste
Pour les articles homonymes, voir Sur la piste (film).
Sur la piste est une émission de télévision québécoise en 82 épisodes de 27 minutes diffusée à partir du 8 septembre 1995 à 1997 à la Télévision de Radio-Canada, puis rediffusée à partir du 7 septembre 1996 sur le Canal Famille.

## Synopsis
Émission partiellement scientifique où des jeunes et des moins jeunes (scientifiques) venaient faire une démonstration de leur talent ou de leur découverte, selon le thème de l'émission. Entre ces capsules, les animateurs concoctaient des sketchs humoristiques se passant en classe de Mécanique 101 avec monsieur Aubry ou bien dans le garage de ce dernier avec sa fille.

## Distribution
- Jessica Barker
- Vincent Bolduc
- Guillaume Lemay-Thivierge

## Fiche technique
- Scénarisation : Pierre-Yves Bernard
- Réalisation : Patrice Sauvé et Pierre Théorêt
- Société de production : SDA Productions